# Jordi Castellanos i Vila
Jordi Castellanos i Vila   (Tagamanent, 11 de setembre de 1946 - Barcelona, 19 d'octubre de 2012) fou un reconegut investigador de la literatura catalana. A partir de la seva tesi Raimon Casellas i el Modernisme (1983) va esdevenir un dels principals especialistes en la literatura modernista, i també es va endinsar en l'estudi del Noucentisme. De fet, era el principal estudiós de l'obra Els sots feréstecs, de Raimon Casellas, ambientada a l'entorn de Montmany, prop d'on ell va nàixer. Les seves contribucions a la història literària són decisives. Deixà escrit un miler de pàgines d'una obra dedicada a la novel·la catalana dels segles xix i xx.

## Formació i activitats
Estudià Filologia Romànica a la Universitat de Barcelona (1965-1970) alhora que s'especialitzava en literatura catalana contemporània als Estudis Universitaris Catalans i fou redactor de la Gran Enciclopèdia Catalana entre 1969 i 1971. Durant aquests anys formà part del Sindicat Democràtic d'Estudiants de la Universitat de Barcelona, amb el qual participà en les protestes contra el procés de Burgos (1970), i milità al Front Nacional de Catalunya (FNC), del qual es passà al PSAN amb Joan Josep Armet i Coma, però anys més tard l'abandonà. Es va doctorar el 1981 a la Universitat Autònoma de Barcelona i ha treballat com a lector de llengua espanyola i de llengua catalana a la Universitat de Durham (1970-1972). Va ser professor interí (1972-1984), professor titular (1972-1984) i catedràtic (1988) de literatura catalana contemporània a la UAB.
També fou un dels fundadors i redactor de la revista Els Marges el 1974, de la qual fou codirector des del 1990 i un dels redactors del manifest Una nació sense estat un poble sense llengua? (1979). Fou director literari (Antologia Catalana, Edicions 62) i redactor de la revista d'història Recerques (1979-1987). Va crear i dirigir la base de dades la base de dades bibliogràfica sobre llengua i literatura catalanes Traces (amb aproximadament 93.000 registres), i va col·laborar amb la CIRIT. També va ser el fundador i coordinador del Grup d'Estudis de Literatura Catalana Contemporània de la UAB. Va publicar articles en nombroses revistes especialitzades i també a la premsa diària (La Vanguardia, Tele/eXpres, Avui, El Punt i El País). Així mateix, va organitzar múltiples congressos i exposicions. Entre els seus llibres publicats sobresurten Raimon Casellas i el Modernisme (1983), Literatura, vida, ciutats (1997) i Intel·lectuals, cultura i poder. Entre el Modernisme i el Noucentisme (1998). Va ser membre de la Secció Històrico-Arqueològica de l'Institut d'Estudis Catalans des del 2003, de l'AILLC i de l'AELC.

## Fons personal
Els hereus de Jordi Castellanos van fer donació del seu fons personal a la Universitat Autònoma de Barcelona, que va quedar dipositat a la Biblioteca d'Humanitats. El fons s'ha inventariat gràcies a la col·laboració entre la Biblioteca i el Departament de Filologia Catalana. El Fons Jordi Castellanos reuneix part de la seva documentació personal i professional. Aplega bàsicament manuscrits i mecanoscrits d'obra pròpia, correspondència, documentació professional i personal, retalls de premsa, biblioteca, hemeroteca, entre d'altres.

## Obres
- Raimon Casellas i el Modernisme (1983), ISBN 8472562069
- El Modernisme: selecció de textos (1988), ISBN 8475961673
- Antologia de la poesia modernista (1990), ISBN 8429731792
- El clos matern dels clàssics (1992)
- Literatura, vides, ciutats (1997), ISBN 8429743405
- Intel·lectuals, cultura i poder. Entre el Modernisme i el Noucentisme (1998), ISBN 8482640623
- Literatura i societat. La construcció d'una cultura nacional (L'Avenç, 2013), ISBN 9788488839725